# هربرت آرثر ستيوارت
هربرت آرثر ستيوارت (بالإنجليزية: Herbert Arthur Stuart)‏ (و. 1899 – 1974 م) هو فيزيائي، وأستاذ جامعي من سويسرا . ولد في زيورخ .
توفي في هانوفر ، عن عمر يناهز 75 عاماً.

## التعليم
تعلم في جامعة غوتنغن، وجامعة كونيغسبرغ

## مناصب وهيئات
أدار جامعة دريسدن التقنية، وجامعة كاليفورنيا (بركلي)، وجامعة ماينتس، وجامعة هامبورغ.